# Summer Jamboree

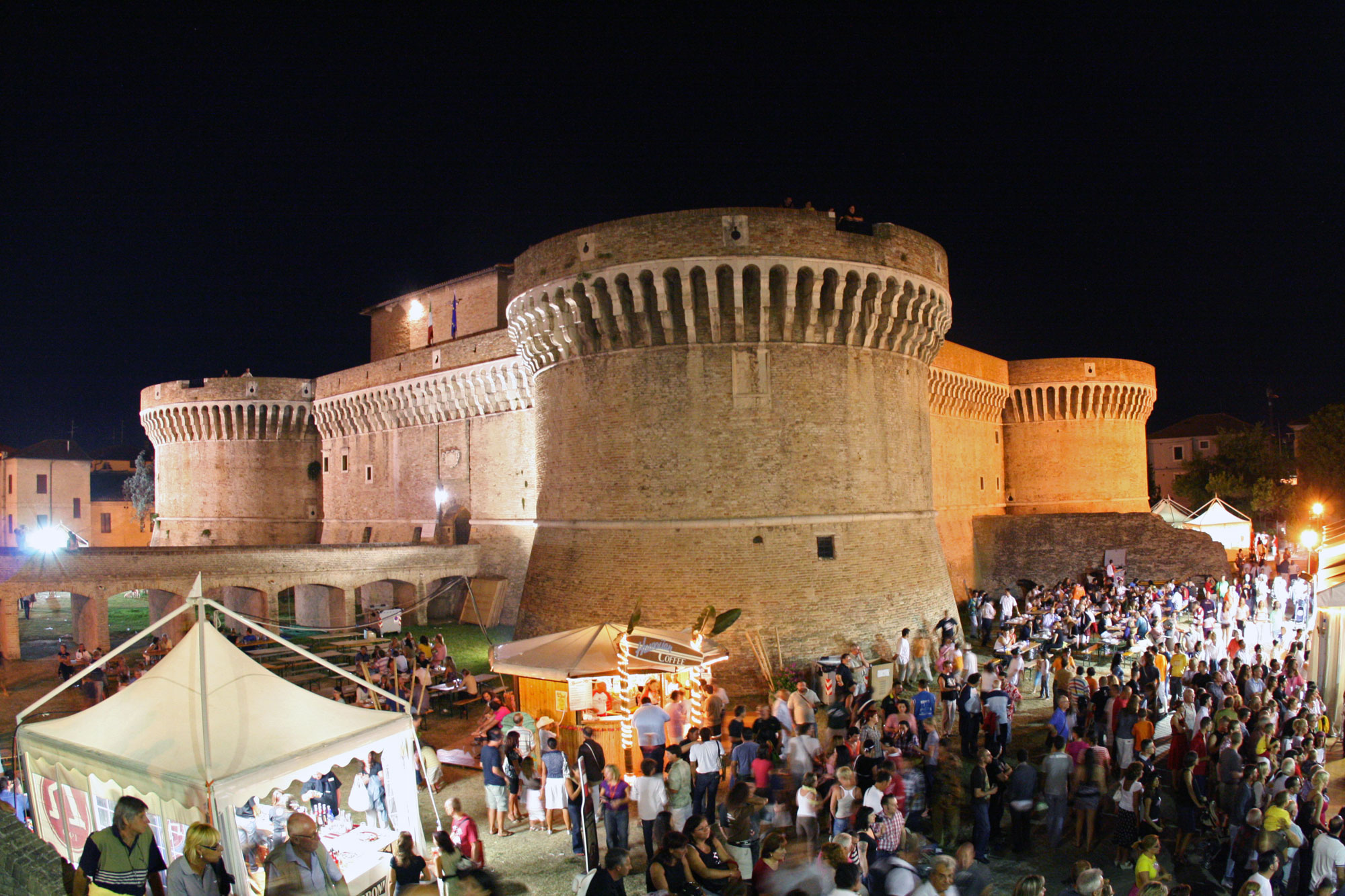
Summer Jamboree

Le Jamboree d'été est un festival de musique international axé sur la culture et la musique des années 40 et 50 . L’événementa annuel inauguré en l'an 2000, est conçu et organisé par l'association culturelle Summer Jamboree et est promu avec le soutien de la municipalité de Senigallia. 
Le festival, avec entrée gratuite, a lieu en été, pour une durée d'une semaine, généralement à partir du dernier week-end de juillet. L'événement concerne toute la ville: bars, clubs et lieux symboliques (piazza del Duca, la Rotonda, ...) sont décorés sur le thème de l'année. 
L'origine du mot anglais jamboree est inconnue. 

## L'histoire
La première édition, en 2000, n'a duré qu'une journée avec la représentation de quatre groupes musicaux. L'année suivante, il y a eu une plus grande participation, mais c'est en 2002 que le festival commence à recevoir l' attention des médias, augmentant sa popularité en Italie. 
L'édition 2003 est celle qui consacre le "Jamboree d’été" gratuit. En 2005, le festival a attiré un total d'environ cent mille personnes pendant les sept jours de l'événement et pendant les trois jours de pré-festival; quarante mille personnes ont assisté seules à la dernière soirée. 
L'édition 2015, dans les 10 jours de l'événement, comptait environ 400 000 entrées, tandis que l'édition 2017, qui a duré 12 jours, a enregistré un record de 420 000 entrées. La présence de 400 000 spectateurs également dans l'édition 2018  confirme le grand succès de l'événement. 

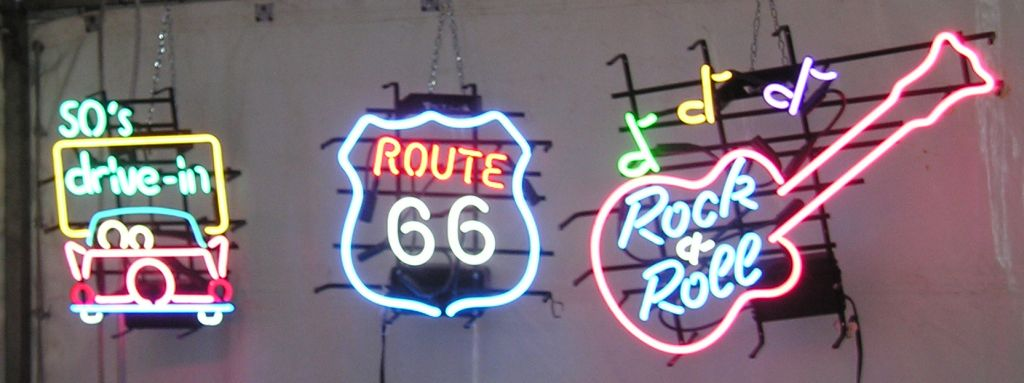
Signes de thème

## La musique

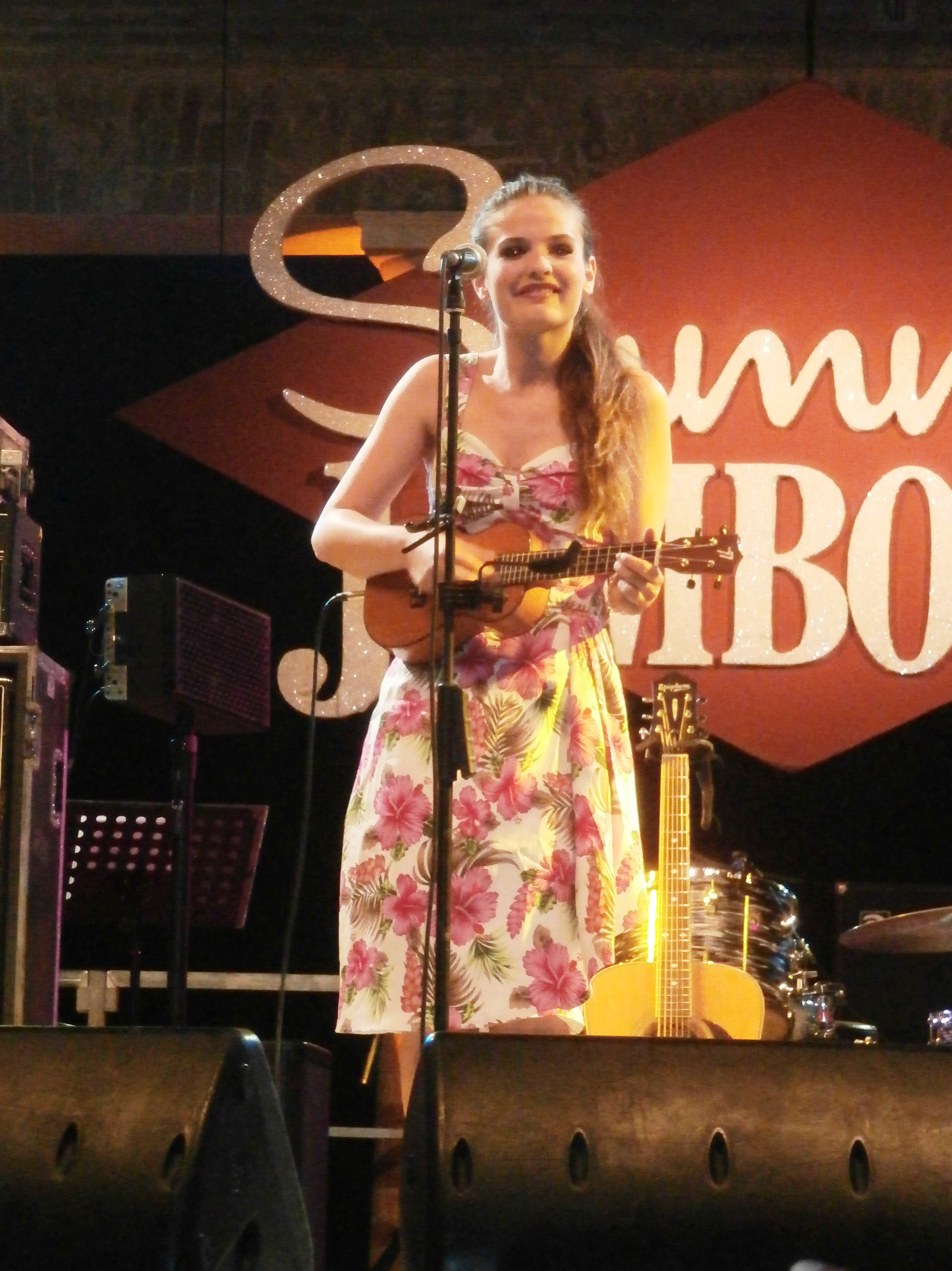
Performance de Violetta au Jamboree Festival 2014

Pendant les sept jours du festival, de nombreux concerts live et DJ sets de swing, rock and roll, jive, doo-wop, rythm'n'blues, hillbilly et western swing, accompagnés de cours de danse dispensés par des professeurs qualifiés ; de nombreux musiciens étrangers ( USA, Angleterre, Allemagne, Russie, Pays - Bas, Portugal, Finlande, France), les artistes confirmés comme les nouveaux talents participent également. 
Parmi les noms qui ont participé au fil des ans, on peut citer Billy Lee Riley (USA), Big Jay Mac Neely (USA), Sid &amp; Billy King (USA), Huelyn Duvall (USA), Charlie Gracie (USA), Ray Campi (USA), Pep Torres (USA), Wee Willie Harris (UK), Danny &amp; The Juniors (USA), Barrence Whitfield (USA), Bill Haley's Original Comets (USA), Good Fellas (ITA), Hormonauts (ITA / SCO) ) et Jimmy Cavallo (USA). Stray Cats (États-Unis). 
Aucours de l'édition 2006, les Collins Kids (USA) se sont produits et une soirée entière a été consacrée à l'inventeur du Rock'n'Roll Show, Alan Freed, un disc-jockey blanc aux Etats-Unis dans les années 1950. Il n'a pas été le premier à le diffuser à la radio, mais il a été le premier à prendre conscience de son impact et à le populariser en lui donnant même un nom. 

« Mets une main blanche et une main noire, tu auras le Rock’n Roll. »

— Alan Freed

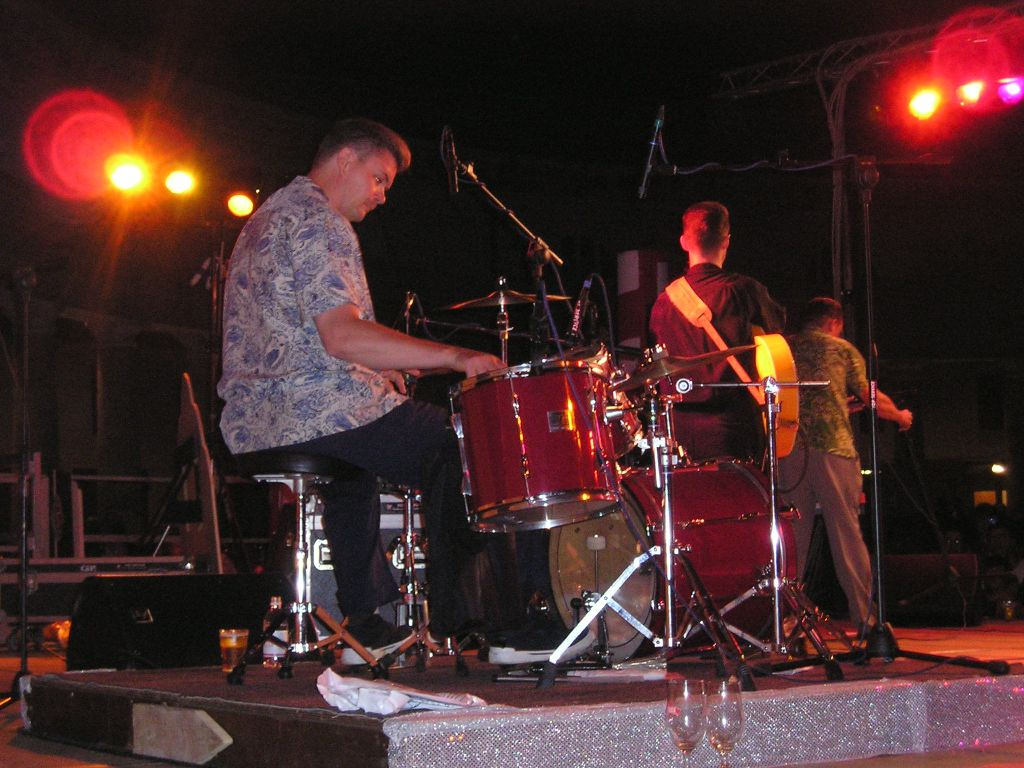
Musiciens en concert

Dans l'édition 2007, du 18 au 26 août, The Killer Jerry Lee Lewis, entre autres, s'est produit. L'invité d’exception était, en cette même année, Dita Von Teese qui a proposé trois performances burlesques de son cru. 
Lors de l'édition 2008, du 18 au 24 août, les Stray Cats ont fait escale à Senigallia, dans le cadre de l'European Farewell Tour . Dans l'édition 2010, qui a eu lieu du 31 juillet au 8 août, Chuck Berry s'est produit. 

## Autre

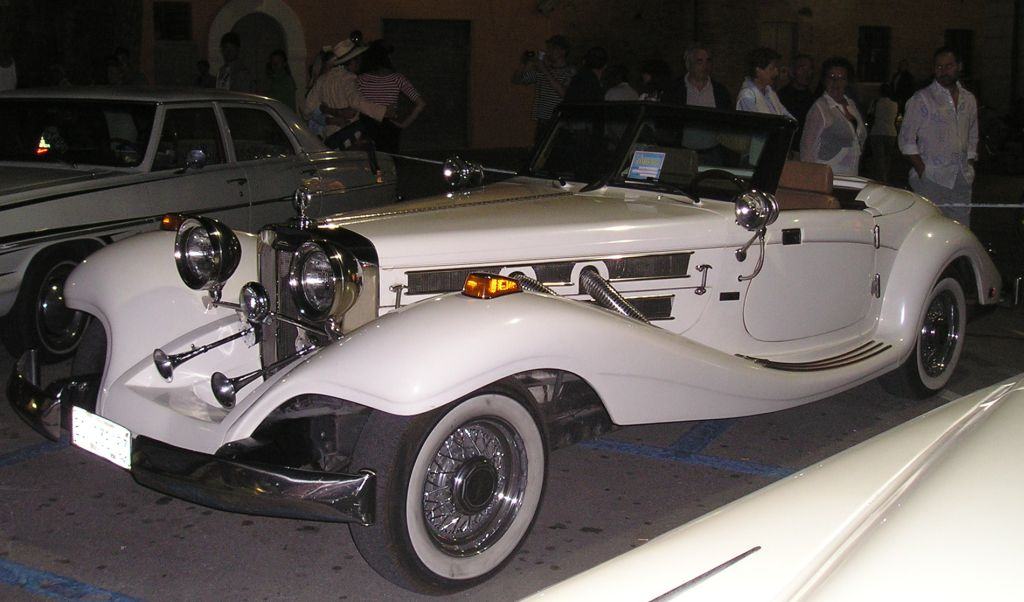
Exposition de Voitures anciennes au Jamboree d'été

Les stands vendent des antiquités modernes : juke-box, chapeaux, gadgets, peintures, guitares, objets country, disques vinyles, CD, chaussures bicolores, vêtements neufs et usagés, lingerie vintage, et tout ce qui touche à la culture de ces années . Pendant le "Summer Jamboree", il y a aussi des barbiers et des coiffeurs qui exécutent des coupes stylisées, le défilé de voitures anciennes, avec l'exposition de modèles datant de la période à laquelle est consacré le thème annuel du Festival. 
La zone de restauration, avec le Diner Cajun et Tex-Mex, propose des plats des Cajuns de Louisiane et des peuples qui vivent le long de la frontière entre les États-Unis d'Amérique et le Mexique : plein d'épices, comme le "Jambalaya", le chili con carne, fajitas au poulet avec guacamole, quesada y nopales, Kentucky Fried Chicken, Southwestern Bar-be-que, srhimps et saucisses etouffé et "enchiladas" Parmi les événements spéciaux, il y a le Burlesque Show, le strip-tease vintage né en Angleterre victorienne et de retour en vogue pendant les années du festival grâce aux performances de Dita Von Teese et des Sickgirls en Italie. 
L'événement au sein de l'événement est la Big Hawaiian Party: un happening de musique live et de danse qui se déroule sur la plage de Senigallia, de 5 heures de l'après-midi jusqu'aux premières lueurs du lendemain matin. 

## Groupe des éditions
Les Légendes
- Big Jay McNeely | Etats-Unis

- Les comètes originales de Bill Haley | Etats-Unis
- Billy Lee Riley | Etats-Unis
- Carl Mann | Etats-Unis
- Charlie Gracie | Etats-Unis
- Clem Sacco | ITA
- Collins Kids | Etats-Unis
- Dale Hawkins | Etats-Unis
- Danny et les juniors | Etats-Unis
- Freddy Bell | Etats-Unis
- Hayden Thompson | Etats-Unis
- Huelyn Duvall | Etats-Unis
- Jerry Lee Lewis | Etats-Unis
- Jimmy Cavallo | Etats-Unis
- Johnny Powers | Etats-Unis
- Lew Williams | Etats-Unis
- Marvin Rainwater | Etats-Unis
- Ray Campi | Etats-Unis
- Ray Sharpe | Etats-Unis
- Roddy Jackson | Etats-Unis
- Sid et Billy King | Etats-Unis
- Sleepy La Beef | Etats-Unis
- Sonny Burgess | Etats-Unis
- Sonny West | Etats-Unis
- Chats errants | Etats-Unis
- Adolescents | Etats-Unis
- Tommy Sands | Etats-Unis
- Wee Willie Harris | Royaume-Uni

Divers
- 49 Special | ES
- Abbey Town Jump Orchestra | ITA
- Ace's Trio | ITA
- Adels | ITA
- Alabama Slammers | UK
- Angel Maria Torres y sus Ultimos Mambolleros | CH
- Annita & The Starbombers | NL
- Arsen Roulette | USA
- Avenue X | USA
- Barbara Clifford | USA
- Barnshakers | FIN
- Barnstompers | NL
- Barrence Whitfield | USA
- Big Four | GER/NL
- Big Heat | UK
- Big Sandy and his Fly-Rite Boys | USA
- Black Crabs | USA
- Blasco Small Combo | ITA
- Blasting Gelatins | ITA
- Blues Boppers | ITA
- Blues Willies | ITA
- Boop Sisters | ITA
- Boppin' Kids | ITA
- Boppin' Steve | SW
- Bricats | GER
- Cadillac Angels | USA
- Capitan Jive | ITA
- Capone Bros. |ITA
- Cari Lee and The Saddle Ites | USA
- Charlie Cannon | USA
- Charlie Thompson | UK
- Chazz Cats | USA
- Cherry Casino & The Gamblers | GER
- Coco Calypso and Her Slicing Sand Boys | UK
- Cordwood Draggers | UK
- Crazy String | ITA
- Crystalairs | GER
- Daddy-O Grande | USA
- Dagous Ket Ramblers | F
- Dale Rocka and The Volcanos | ITA
- Danny Santos & The Savoys | USA
- Dave & Deke Combo | USA
- Dave Stuckey's Rhythm Gang | USA
- Deke Dickerson | USA
- Diego Geraci | ITA
- Di Maggio Bros. | ITA
- Ding Dong Daddyo's | UK
- Domestic Bumblebees | SVE
- Down Home | ES
- Dragons | ITA
- Dr. Snout & his Hogs of Rhythm | FIN
- Ducktails | ITA
- Eddie Nichols | USA
- Ettore Lauritano | ITA
- Extraordinaires | UK
- Fabulous Daddy | ITA
- Fabulous Harmonaires | USA
- Fantastic Four | ITA
- Five in Love with Betty | AUT
- Golden Hill Ramblers | USA
- Good Fellas | ITA
- Greg | ITA
- Hellcats | ITA
- Hi-Flyers |  ITA
- Hi-Fly Rangers | FIN
- Honolulu Hula Boys | ITA
- Honolulu Sixpack | GER
- Hormonauts | ITA/SCO
- Hot Potatoes | ITA
- Hot Tubes | ITA
- House Ghost Big Band | ITA
- Howlin' Lou and His Whip Lovers | ITA
- Hula Trio | F
- Hullabaloo | UK
- I Belli di Waikiki | ITA
- Ida Red & The Mountain Melody Stompers | GER
- Ike and The Capers | GER
- Jack Eager & The Ramshakles | ITA
- Jackie and his Loaders | ITA
- Jesse Al Tuscan & The Lumberjacks | GER
- Jive Aces | UK
- Jive Romeros | UK
- Johnny Loda | ITA
- Juke Joint Jump | UK
- Jumpin' Shoes | ITA
- Jumpin' Up | ITA
- Kim Lenz and The Jaguars | USA
- King Beans | GER
- King Kukulele | USA
- King Lion and the Braves | ITA
- King Louie Combo | CH
- Kitty Daisy and Lewis | UK
- Kool-A-Tones | ITA
- Lara Luppi | ITA
- Laura B. | UK
- Les Bandits Mancho | FRA
- Lil' Esther | NL
- Little Rachel | USA
- Little Taver and his Crazy Alligators | ITA
- Lloyd Tripp and The Zipguns | USA
- Los Terribles de Tijuana | ITA
- Luky Linetti and The Thunderstorms | ITA
- Luky Stars | USA
- Lynette Morgan & The Blackwater Valley Boys | UK
- Marc Tortorici | USA
- Mars Attacks | AUT/CH
- Marti Brom | USA
- Matthew Lee | ITA
- Max Panconi Trio | ITA
- Metrotones | UK
- Mike Sanchez | UK
- Miss Mary Ann | NL
- Mitch Woods | USA
- Nick Curran | USA
- Nu Niles | ES
- Ocean's Seven | UK
- Original Jumpin' Shoes | ITA
- P-51 Airplanes | ITA
- Pep Torres | USA
- Perry | ITA
- Pete Anderson | LV
- Ragtime Wranglers | NL
- Rapiers | UK
- Rattlesnakes | RUS
- Ray Collins' Hot Club | GER
- Red Cadillac| ITA
- Red Hot Lava | ITA
- Red Wagons | ITA
- Revolutionaires | UK
- Rhythm '55 | GER
- Rip Carson | USA
- Rob Ryan Roadshow | USA/GER
- Rollin' Miles | ES
- Rockin' Bonnie and the Rot Gut Shot | ITA
- Rockin' Eddie | ITA
- Rockingo | ITA
- Roomates | UK
- Rosie Flores | USA
- Roy Kay Trio | USA
- Roy Rogers Band | ITA
- Sage & J.W. | USA
- Saints & Sinners | GER
- Scotty Tecce | USA
- Sean Mencher | USA
- Slick Steve & the Gangsters | ITA/UK
- Smoky Joe Combo | FRA
- Sophie Garner and Her Swing Kings | UK
- Smith's Ranch Boys | USA
- Spo-Dee-O-Dee | GER
- Spootniks | RUS
- Starliters | ITA
- Steve Lucky and the Rhumba Bums | USA
- Sue Moreno | NL
- Sugar Ray Ford | UK
- Sunny Bottom Boys | GER
- Taildraggers | NL
- Texabilly Rokets | POR
- The Bricats | GER
- The Crystalairs | GER
- The Johnny Cash & June Carter Tribute Show | USA /EU
- The Keytones | UK
- The Montesas | GER
- The Steam Rollers | ITA
- The Western Spaghetti | ITA
- Tim Knuckey | AUS
- Tinstars | NL
- T-Model Boogie | ITA
- Tony Marlow | FRA
- Two Timin' Four | USA
- Veronica & Red Wine Serenaders | ITA
- Welcome to the Django | ITA
- Wheels Fargo and The Nightingale | ITA
- Whistle Bait | FIN
- Wildfire Willie and The Ramblers | SW

Burlesque
- Dita Von Teese
- Eve La Plume | ITA
- Foxy Rouge et Miss Malone
- Millie Dollar | Royaume-Uni
- Mlle Honey Lulu | Royaume-Uni / ITA

## Remarque
1. ↑  (en)wordreference.com
2. ↑  « Summer Jamboree #16 Oltre 400.000 presenze per la festa del rock'n'roll », sur www.corriereadriatico.it
3. ↑  « Gran finale del Summer Jamboree con oltre 420 mila presenze: record per la 18esima edizione per la festa del rock'n'roll », sur www.viveresenigallia.it

## Autres projets
- Wikimedia Commons images du Summer Jamboree

## Liens Externes
https://www.summerjamboree.com